# Georges Fouconnier
Georges Fouconnier (* 28. März 1873 in Guise; † 20. Jahrhundert) war ein französischer Sportschütze.

## Erfolge
Georges Fouconnier nahm an den Olympischen Zwischenspielen 1906 in Athen in zwölf Disziplinen teil. Im Dreistellungskampf mit dem Freien Gewehr gewann er gemeinsam mit Léon Moreaux, Maurice Fauré, Raoul de Boigne und Maurice Lecoq die Bronzemedaille im Mannschaftswettbewerb. Mit dem Militärrevolver aus dem Modelljahr 1874 belegte er den ersten Platz, während er mit dem Freien Revolver Zweiter wurde.
Bei Weltmeisterschaften gewann Fouconnier vier Bronzemedaillen in Mannschaftswettbewerben. Mit der Freien Pistole belegte er 1904 in Lyon, 1906 in Mailand und 1907 in Zürich den dritten Platz, mit dem Freien Gewehr wurde er 1905 in Brüssel im Dreistellungskampf Dritter.